# 마르투니 (아르메니아)

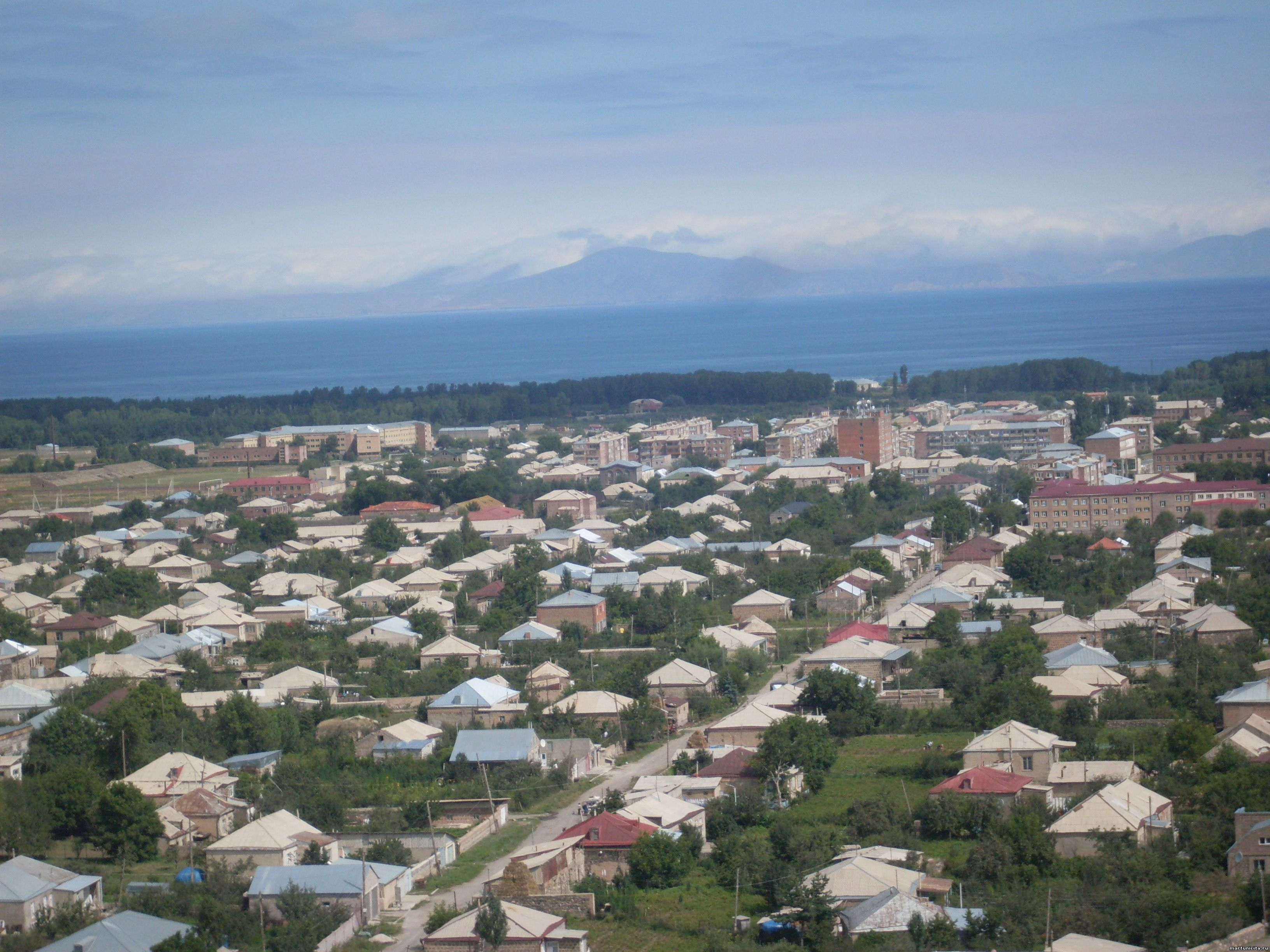
마르투니

마르투니(아르메니아어: Մարտունի)는 아르메니아 동부 게가르쿠니크주에 위치한 도시로 면적은 10km2, 높이는 1,510m, 인구는 12,894명(2011년 기준)이다. 세반호 남안과 접한다.
중세 시대에는 메츠크즈누트(Mets Kznut)라는 이름으로 불렀으며 1830년부터 1922년까지는 네르킨가란루그(Nerkin Gharanlugh)라는 이름으로 불렀다. 현재의 도시 이름은 1926년 소련의 군인, 정치인, 혁명가인 알렉산데르 먀스니캰이 사용했던 가명인 마르투니(Martuni)에서 유래된 이름이다.